# Angostura longiflora
Angostura longiflora là một loài thực vật có hoa trong họ Cửu lý hương. Loài này được (K.Krause) Kallunki mô tả khoa học đầu tiên năm 1998.